# Operation Atalanta
Operation Atalanta, formelt European Union Naval Force Somalia, EUNAVFOR, er en EU-ledet sømilitær operation for at sikre at skibe fra Verdensfødevareprogrammet kan levere forsyninger bestående af livsnødvendigheder til Somalia, til bekæmpelse af sørøveri i farvandene ud for Afrikas horn og til overvågning af fiskeriet ud for Somalias kyster. Operationen har lovhjemmel i FN's sikkerhedsråds resolutioner nummer 1814, 1816, 1838 og 1846 fra 2008, resolution 1918 af 2009 og resolution 1950 af 2010.